# Karl Koller (futebolista)
Karl Koller (Matzendorf-Hölles, 8 de fevereiro de 1929 - Baden, 24 de janeiro de 2009) foi um futebolista austríaco.

## Carreira
Karl Koller competiu na Copa do Mundo FIFA de 1954, sediada na Suíça, na qual a seleção de seu país terminou na terceira colocação dentre os 16 participantes.

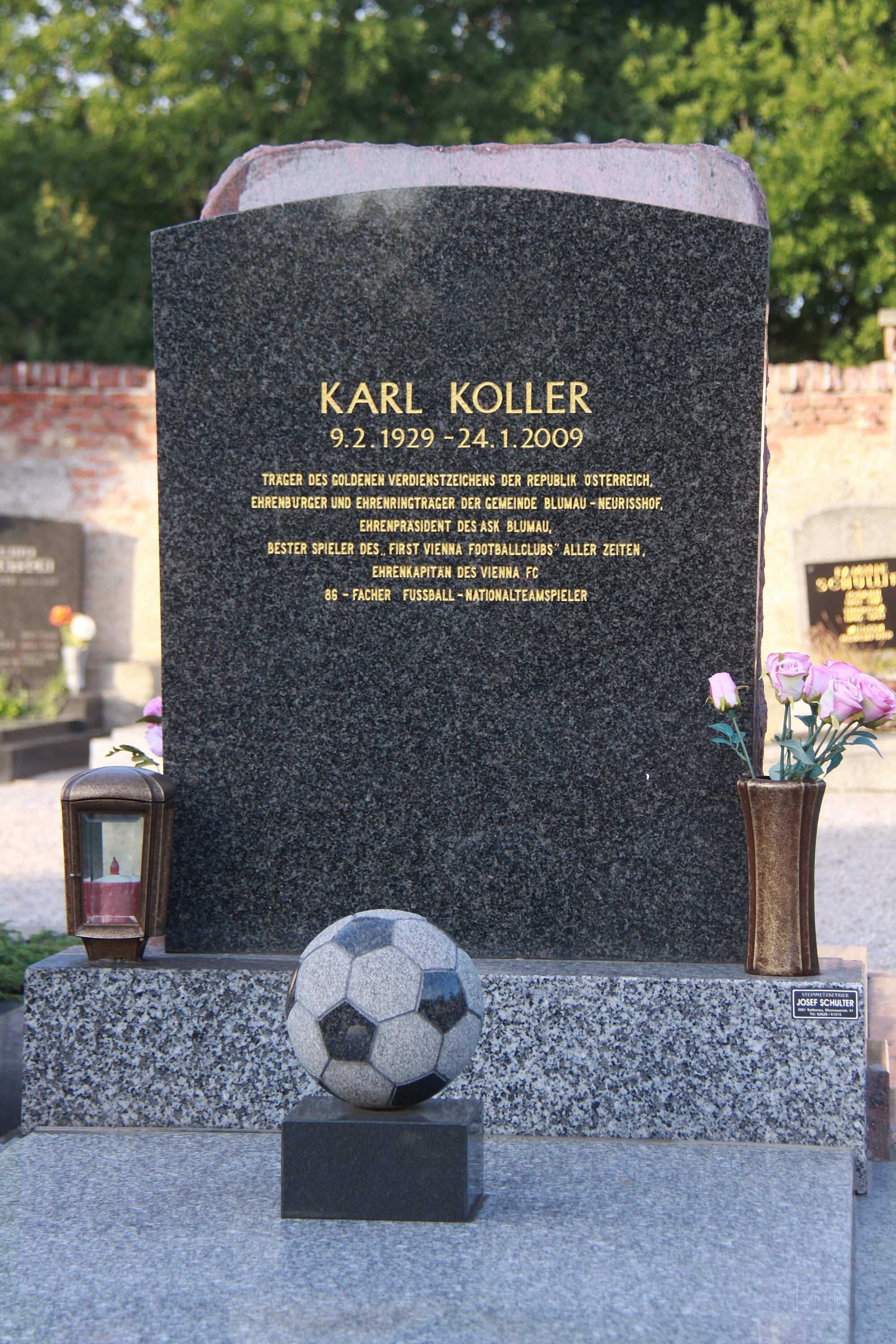
Túmulo de Karl Koller (1929–2009)